# Fälttävlan

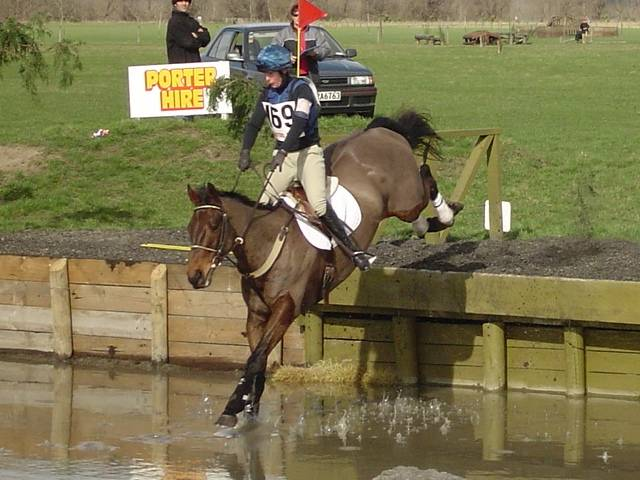
Vattenhinder vid fälttävlan

Fälttävlan är en mångkampstävling inom ridsport, bestående av dressyr, banhoppning och terrängritt. En tävling inom fälttävlan kan genomföras på en, två eller tre dagar. 

## Karaktär

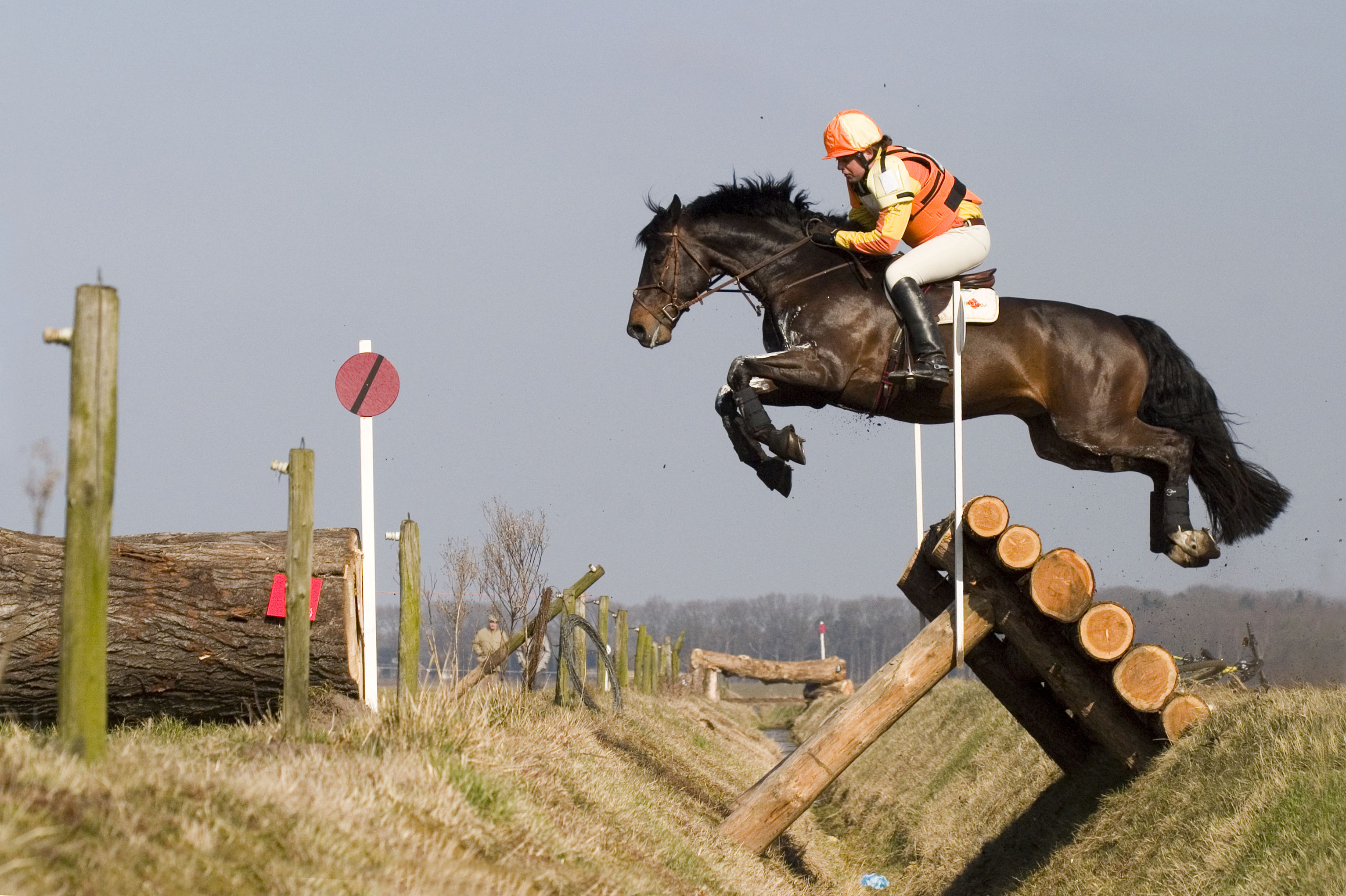
Språng över ett dike.

Det är en gammal militär gren som testar ekipagens mångsidighet. Tävlingsformen prövar hästens uthållighet, snabbhet och lydnad liksom även ryttarens mod och förmåga att bemästra sin häst.
På endagstävling rids först dressyrprovet och inom 30 minuter skall man rida banhoppningen. Sist på en endagstävling rids terrängen. På en tvådagarstävling rids dressyren och uthållighetsprovet under första dagen och banhoppningen under den andra dagen. Uthållighetsprovet är detsamma som i en tredagarstävling men med kortare sträckor. Precis som vid tredagarstävling skall hästarna veterinärbesiktigas innan banhoppningen. På tredagarstävling rids dressyrprovet under den första dagen. Andra dagen rids uthållighetsprovet. Innan banhoppningen på tredje dagen skall alla hästar veterinärbesiktigas. I de lägre klasserna rids oftast fälttävlan som endagarstävling.
Terrängen är en bana som kan variera, med öppna ängar, grusvägar, väldigt kuperad terräng, skog med mera. De lättaste klasserna innehåller cirka 15-20 hinder medan de höga klasserna kan innehålla upp till cirka 35. Banorna är olika långa, de börjar på någon kilometer i debutant och de högsta klasserna kan vara runt 4-5 kilometer. Likaså blir tempot högre ju högre klass och det gäller att komma i mål under och så nära optimaltiden så möjligt. Optimaltiden sätts efter banans längd och svårighetsgrad.
Lag-SM går för ponnyer i klass P80 och P90 och för hästar i klass CCN2*-S. Individuellt SM rids för ponny i CCNP1*-S, för juniorer i CCI2*-S, för young rider i CCI3*-S och för seniorer i CCI3*-S. Fälttävlan är också en OS-gren som går i CCI4*-L för häst.

## Klasser

### Ponny
- P60
- P70
- P80
- p90
- CCNP*-S
- CCNP2*-S
- CCIP*-S eller CCIP*-L
- CCIP2*-S eller CCIP2*-L

### Häst
- H80
- H90
- H100
- CCI* - intro
- CCN2*-S
- CCI2*-S/CCI2*-L
- CCN3*-S
- CCI3*-S/CCI3*-L
- CCI4*-S/CCI4*-L
- CCI5*-L Endast sex femstjärniga tävlingar hålls årligen: Badminton Horse Trials (Storbritannien), Burghley Horse Trials (Storbritannien), Rolex Kentucky Three Day (USA), Australian International Three Day Event (Australien), Luhmühlen Horse Trials (Tyskland), och Étoiles de Pau (Frankrike).